# Triavium
Triavium is een ijsbaan en evenementencomplex in het stadsdeel Dukenburg in Nijmegen. Het Triavium is geopend in oktober 1996. Het heeft een schaatsbaan, een ijshockeybaan en een funbaan voor kinderen. In het complex zitten ook meerdere faciliteiten en een restaurant.
Vooral in het begin werden in het Triavium houseparty's gehouden met hardcore cq. gabberhouse. Het eerste feest, Speedrazor genaamd, werd gehouden op 12 april 1997.

## IJsbaan
Triavium is de enige schaatsbaan van de provincie Gelderland en heeft een schaatsbaan (ringbaan), een ijshockeybaan en een funbaan voor kinderen. Triavium is de opvolger van de kunstijsbaan Heyendaal, die in 1969 werd geopend. Deze baan aan de Heyendaalseweg had enkel een ijshockeybaan met een tribunecapaciteit van 850 toeschouwers.
De ringbaan van Triavium is 333 meter lang en daarmee 67 meter korter dan de standaard van 400 meter voor officiële schaatswedstrijden. De afmeting van 333m is wel een officiële afmeting erkend door de ISU en er kunnen officiële langebaanwedstrijden worden gehouden. 
In de beginperiode was Triavium een van de weinige ijsbanen in Europa die al in september open ging. Ook was Nijmegen pas de 3e volledig overkapte ijsbaan van Nederland (na Heerenveen en Dronten). De trainingsomstandigheden en het ijs waren goed en veel commerciële schaatsploegen en de Nederlandse juniorenselectie Jong Oranje trainden de eerste weken van het schaatsseizoen daarom in Nijmegen 
De baan is de 13e snelste ijsbaan in Nederland en de nummer 41 op de lijst van snelste ijsbanen ter wereld bij de mannen. Daarmee is het de snelste 333meter baan van de wereld. In Triavium wordt jaarlijks de wedstrijd Dutch Classics verreden. 
Op de ijshockeybaan speelt de meervoudig landskampioen Nijmegen haar thuiswedstrijden. Hiervoor bedraagt de capaciteit ruim 1500 zitplaatsen.
Bij het uitvoeren van onderhoud aan de ijsbaan op 3 juli 2006 ontstond er door zelfontbranding van het isolatiemateriaal blijvende schade aan alle techniek waardoor de ringbaan en funbaan het hele schaatsseizoen 2006-2007 gesloten waren. Op 24 januari 2007 werd door de eigenaar besloten de baan te vernieuwen en op tijd klaar te maken voor het seizoen 2007-2008.
In schaatsseizoen 2022-2023 kon de ringbaan pas in januari 2023 open vanwege een defecte ijsmachine. 

## Baanrecords
| Afstand         | Schaatser       | Land | Tijd     | Datum         |
| --------------- | --------------- | ---- | -------- | ------------- |
| 500 m           | Jan Bos         | NED  | 36,38    | 23-03-2002    |
| 1000 m          | Erben Wennemars | NED  | 1.11,15  | 28-09-2003    |
| 1500 m          | Tom Prinsen     | NED  | 1.50,31  | 30-09-2005    |
| 3000 m          | Carl Verheijen  | NED  | 3.46,64  | 03-11-2005    |
| 5000 m          | Carl Verheijen  | NED  | 6.33,78  | 28-01-2006    |
| 10.000 m        | Mark Ooijevaar  | NED  | 13.44,27 | 30-09-2007    |
| 2×500 m         | Jules Booltink  | NED  | 79,140   | 02-11-2014    |
| Sprintvierkamp  | Luuk Aarts      | NED  | 153,580  | 24/25-01-2015 |
| Kleine vierkamp | Mark Ooijevaar  | NED  | 159,039  | 19/20-01-2006 |

| Afstand        | Schaatsster        | Land | Tijd     | Datum         |
| -------------- | ------------------ | ---- | -------- | ------------- |
| 500 m          | Sanne van der Star | NED  | 40,26    | 29-09-2007    |
| 1000 m         | Ireen Wüst         | NED  | 1.19,94  | 30-09-2005    |
| 1500 m         | Barbara de Loor    | NED  | 1.59,87  | 03-11-2005    |
| 3000 m         | Ireen Wüst         | NED  | 4.15,04  | 28-01-2006    |
| 5000 m         | Jelena Peeters     | BEL  | 7.25,52  | 27-09-2014    |
| 10.000 m       | Janneke Elzinga    | NED  | 15.16,42 | 12-03-2022    |
| 2×500 m        | Savannah Audier    | NED  | 95,290   | 02-02-2014    |
| Sprintvierkamp | Katja Franzen      | GER  | 165,560  | 28/29-09-2019 |
| Minivierkamp   | Cindy Vergeer      | NED  | 175,933  | 19/20-01-2006 |